# Sol Líneas Aéreas
Sol Lineas Aereas (code AITA : 8R) était une compagnie aérienne argentine fondée en 2005, dont le siège est à Rosario (Province de Santa Fe). La compagnie aérienne a déclaré faillite et a cessé ses activités en janvier 2016. Au moment de la fermeture de la compagnie, sa flotte était composée de Saab 340 et de Bombardier CRJ200.

## Destinations
Vols intérieurs :
- Rosario
- Córdoba
- Buenos Aires
- Mar del Plata
- Mendoza
- Rafaela
- Neuquén

Vols internationaux :
- Uruguay, Montevideo, Punta del Este

## Flotte

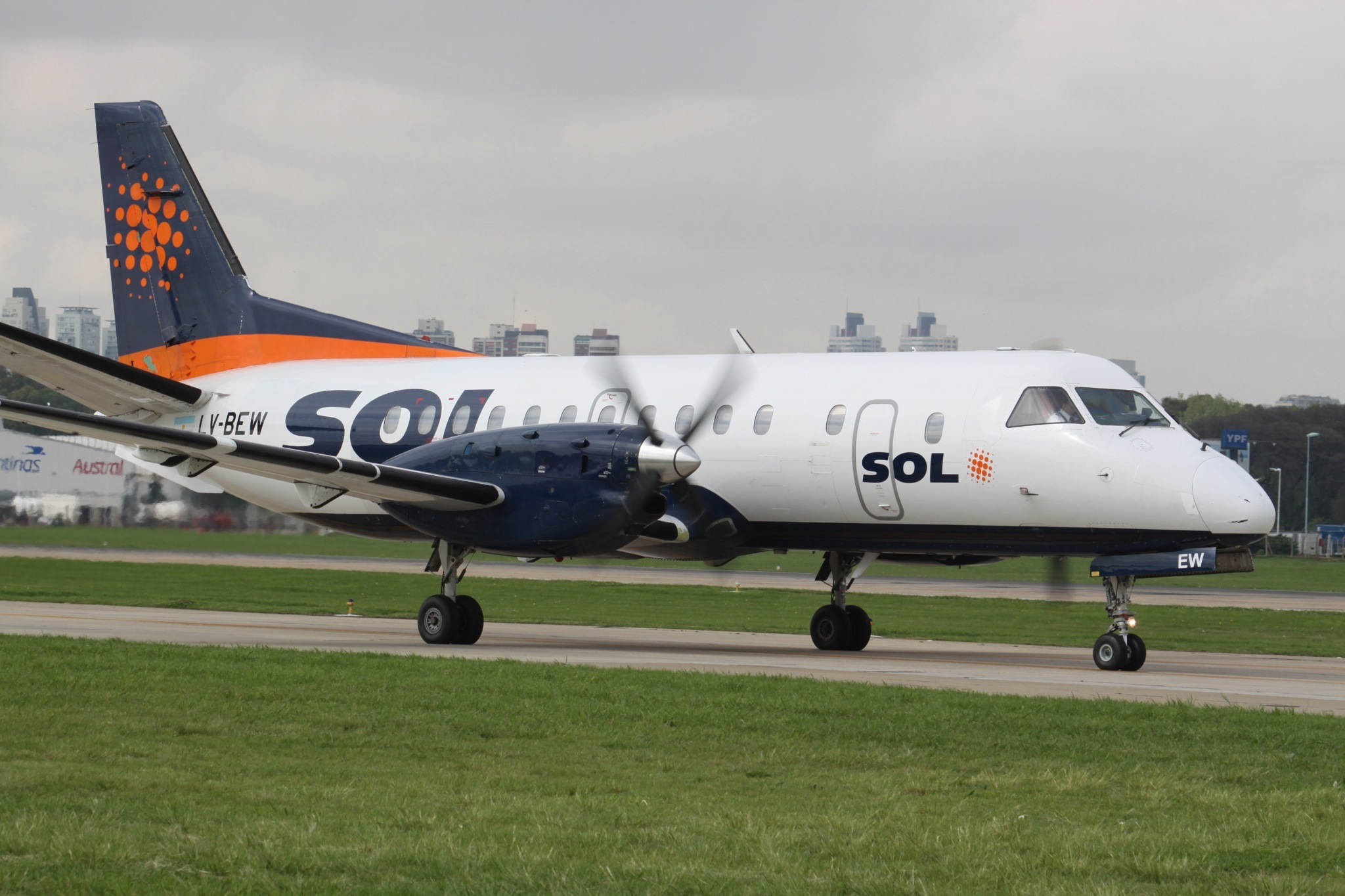
Le Saab 340 immatriculé LV-BEW.

- 6 Saab 340 (reg. LV-BEW, LV-BEX, LV-BMD)
- 1 CRJ-200 [1]

## Histoire
- Le 18 mai 2011 un Saab 340 qui faisait la liaison entre Neuquén et Comodoro Rivadavia s'est écrasé près de Prahuaniyeu (en), dans la Province de Río Negro (Département de Nueve de Julio). 22 personnes sont mortes. Une accumulation de givre sur les ailes de l'appareil est à l'origine de l'accident [2].